# Panamerikanische Spiele 2015/Leichtathletik – 400 m der Männer

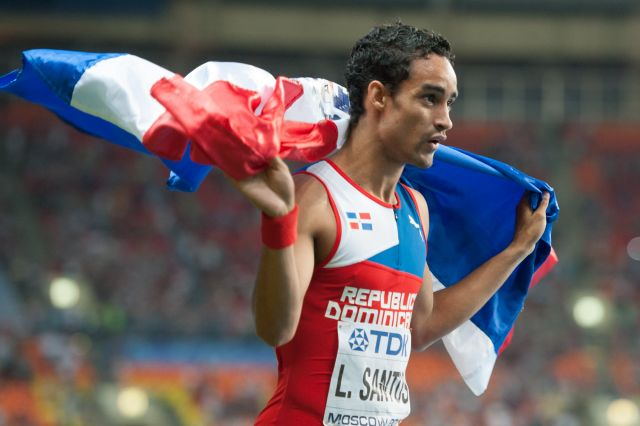
Der Sieger Luguelín Santos (2013)

Der 400-Meter-Lauf der Männer bei den Panamerikanischen Spielen 2015 fand am 22. und 23. Juli im CIBC Pan Am und Parapan Am Athletics Stadium in Toronto statt.
16 Läufer aus elf Ländern nahmen an den Läufen teil. Die Goldmedaille gewann Luguelín Santos nach 44,56 s, Silber ging an Machel Cedenio mit 44,70 s und die Bronzemedaille gewann Kyle Clemons mit 44,84 s.

## Rekorde
Vor dem Wettbewerb galten folgende Rekorde:
| Weltrekord        | Michael Johnson | 43,18 s | Sevilla, Spanien                                | 26. August 1999  |
| Rekord der Spiele | Ronnie Ray      | 44,45 s | Panamerikanische Spiele in Mexico-Stadt, Mexiko | 18. Oktober 1975 |

## Halbfinale
Aus den zwei Halbfinalläufen qualifizierten sich die jeweils drei Ersten jedes Laufes – hellblau unterlegt – und zusätzlich die zwei Zeitschnellsten – hellgrün unterlegt – für das Finale.

### Lauf 1
22. Juli 2015, 11:00 Uhr
| Platz | Bahn | Athlet          | Land                    | Zeit (s) |
| ----- | ---- | --------------- | ----------------------- | -------- |
| 1     | 4    | Luguelín Santos | Dominikanische Republik | 45,72    |
| 2     | 5    | Kyle Clemons    | Vereinigte Staaten      | 45,75    |
| 3     | 8    | Jarrin Solomon  | Trinidad und Tobago     | 46,16    |
| 4     | 1    | Hugo de Sousa   | Brasilien               | 46,26    |
| 5     | 7    | Winston George  | Guyana                  | 46,39    |
| 6     | 2    | Philip Osei     | Kanada                  | 46,80    |
| 7     | 6    | Bralon Taplin   | Grenada                 | 47,61    |
| 8     | 3    | Ramon Miller    | Bahamas                 | 48,54    |

### Lauf 2
22. Juli 2015, 11:08 Uhr
| Platz | Bahn | Athlet          | Land                    | Zeit (s) |
| ----- | ---- | --------------- | ----------------------- | -------- |
| 1     | 2    | Nery Brenes     | Costa Rica              | 45,85    |
| 2     | 3    | Machel Cedenio  | Trinidad und Tobago     | 46,06    |
| 3     | 6    | Alberth Bravo   | Venezuela               | 46,09    |
| 4     | 4    | Raidel Acea     | Kuba                    | 46,43    |
| 5     | 8    | Gustavo Cuesta  | Dominikanische Republik | 46,53    |
| 6     | 1    | LaToy Williams  | Bahamas                 | 46,81    |
| 7     | 5    | Marcus Chambers | Vereinigte Staaten      | 46,91    |
| 8     | 7    | Daniel Harper   | Kanada                  | 47,56    |

## Finale
23. Juli 2015, 19:20 Uhr
| Platz | Bahn | Athlet          | Land                    | Zeit (s) |
| ----- | ---- | --------------- | ----------------------- | -------- |
|       | 5    | Luguelín Santos | Dominikanische Republik | 44,56 SB |
|       | 6    | Machel Cedenio  | Trinidad und Tobago     | 44,70    |
|       | 3    | Kyle Clemons    | Vereinigte Staaten      | 44,84 PB |
| 4     | 4    | Nery Brenes     | Costa Rica              | 44,85 SB |
| 5     | 8    | Jarrin Solomon  | Trinidad und Tobago     | 45,20    |
| 6     | 1    | Winston George  | Guyana                  | 45,58    |
| 7     | 2    | Hugo de Sousa   | Brasilien               | 46,07    |
|       | 7    | Alberth Bravo   | Venezuela               | DSQ 1    |